# The Dandy Warhols
The Dandy Warhols è un gruppo alternative rock statunitense formatosi a Portland in Oregon nel 1994. La band era in origine composta da Courtney Taylor-Taylor (all'anagrafe Courtney Taylor, voce e chitarra), Zia McCabe (tastiere), Peter Holmström (chitarra) e Eric Hedford (batteria); Hedford lasciò nel 1998 e fu sostituito dal cugino di Taylor-Taylor, Brent De Boer. Il nome del gruppo gioca sul nome dell'artista pop Andy Warhol.

## Storia del gruppo
I Dandy Warhols sono stati fortemente influenzati dalla musica dei Velvet Underground, dei Beach Boys, di Simon and Garfunkel, dei Beatles, degli Shadows, dei Rolling Stones, ma soprattutto dei Brian Jonestown Massacre, il cui rapporto di amore e odio è raccontato nel documentario Dig!. Il front man Courtney Taylor descrive gli inizi della band come un gruppo di amici assetati di musica. Dopo essersi fatti le ossa in giro per i locali di Portland, finalmente riescono a pubblicare il loro primo album Dandys Rule OK nel 1995 per l'etichetta di Tim Kerr. Il successo del disco permetterà loro di firmare un contratto con la Capitol Records, con cui incidono il loro secondo album The Dandy Warhols Come Down nel 1997, e ottengono molto seguito sia in Europa che in Australia.
Segue l'uscita dell'album Thirteen Tales From Urban Bohemia nel 2000, e una delle canzoni contenute nell'album, Solid, viene usata come sigla del telefilm Undeclared. La traccia "Nietzsche" viene utilizzata nel film S.Y.N.A.P.S.E. - Pericolo in rete. I Dandy Warhols ottengono un disco di platino in Gran Bretagna, Grecia e altri paesi europei grazie alle vendite dell'album, ma è solo quando la compagnia telefonica Vodafone utilizza il loro nuovo singolo Bohemian Like You per il suo spot internazionale che la popolarità del gruppo arriva alle stelle. Con i soli compensi della pubblicità della Vodafone, i membri del gruppo sono in grado di comprare un appartamento a Portland, la loro città natale. Bohemian Like You è stato utilizzato anche come musica nel video del videogioco della 24 Ore di Le Mans pubblicato da Infogrames.
Welcome to the Monkey House, pubblicato nel 2003, coprodotto da Nick Rhodes dei Duran Duran, prende il titolo dal nome di una raccolta di novelle di Kurt Vonnegut, e ottiene critiche molto positive per il rinnovamento stilistico avuto dal gruppo. Una delle tracce del disco We Used to Be Friends viene usata come sigla del popolare telefilm Veronica Mars e come traccia nella colonna sonora del videogioco Fifa 04, oltre che in un episodio di The O.C. e in uno di Wonderfalls.

## Formazione

### Formazione attuale
- Courtney Taylor-Taylor - voce, chitarra (1994-presente)
- Peter Holmstrom - chitarra (1994-presente)
- Zia McCabe - tastiera (1994-presente)
- Brent DeBoer - batteria (1998-presente)

### Ex componenti
- Eric Hedford - batteria (1994-1998)

## Discografia

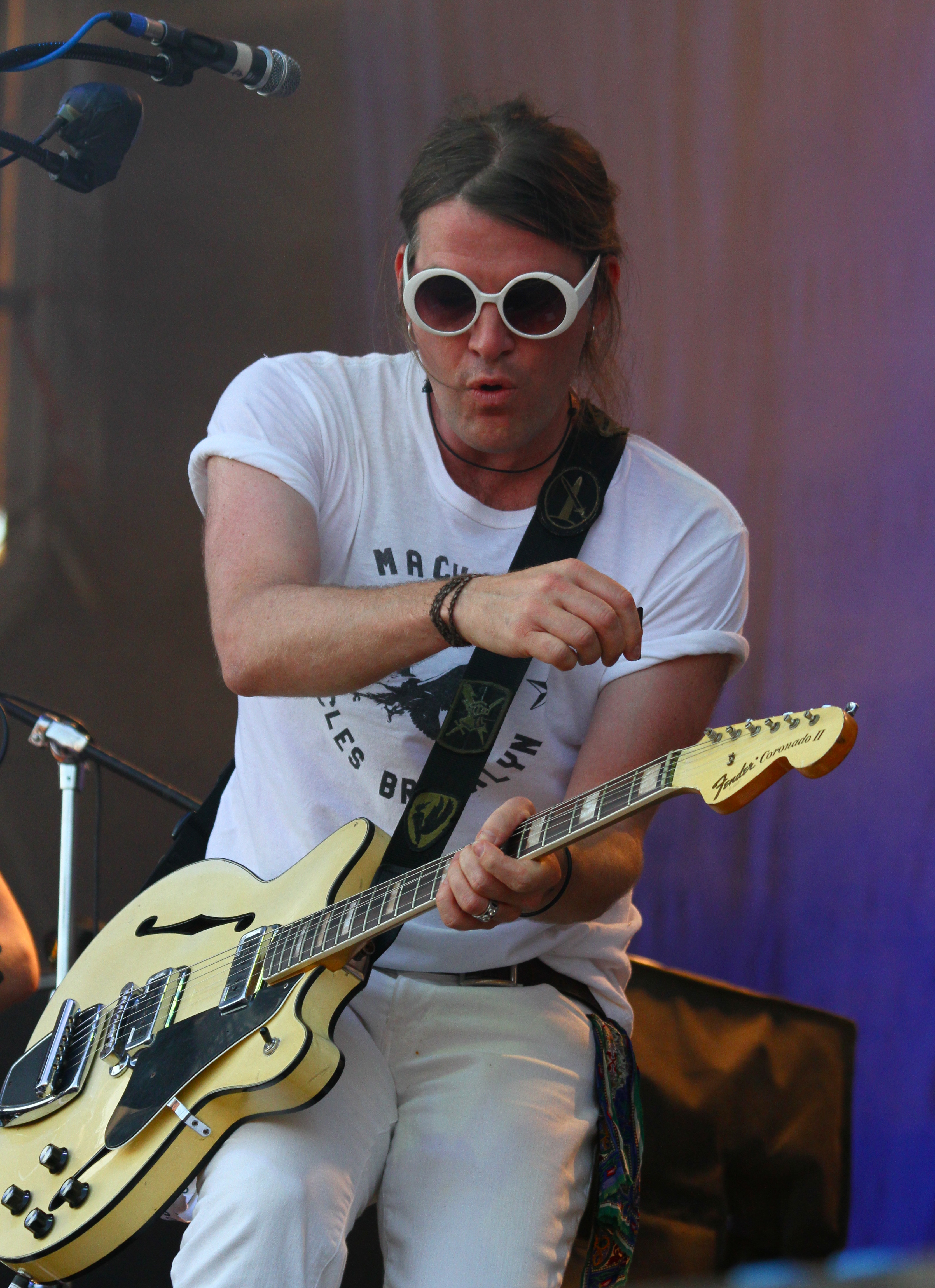
Courtney Taylor-Taylor, voce e chitarra dei Dandy Warhols

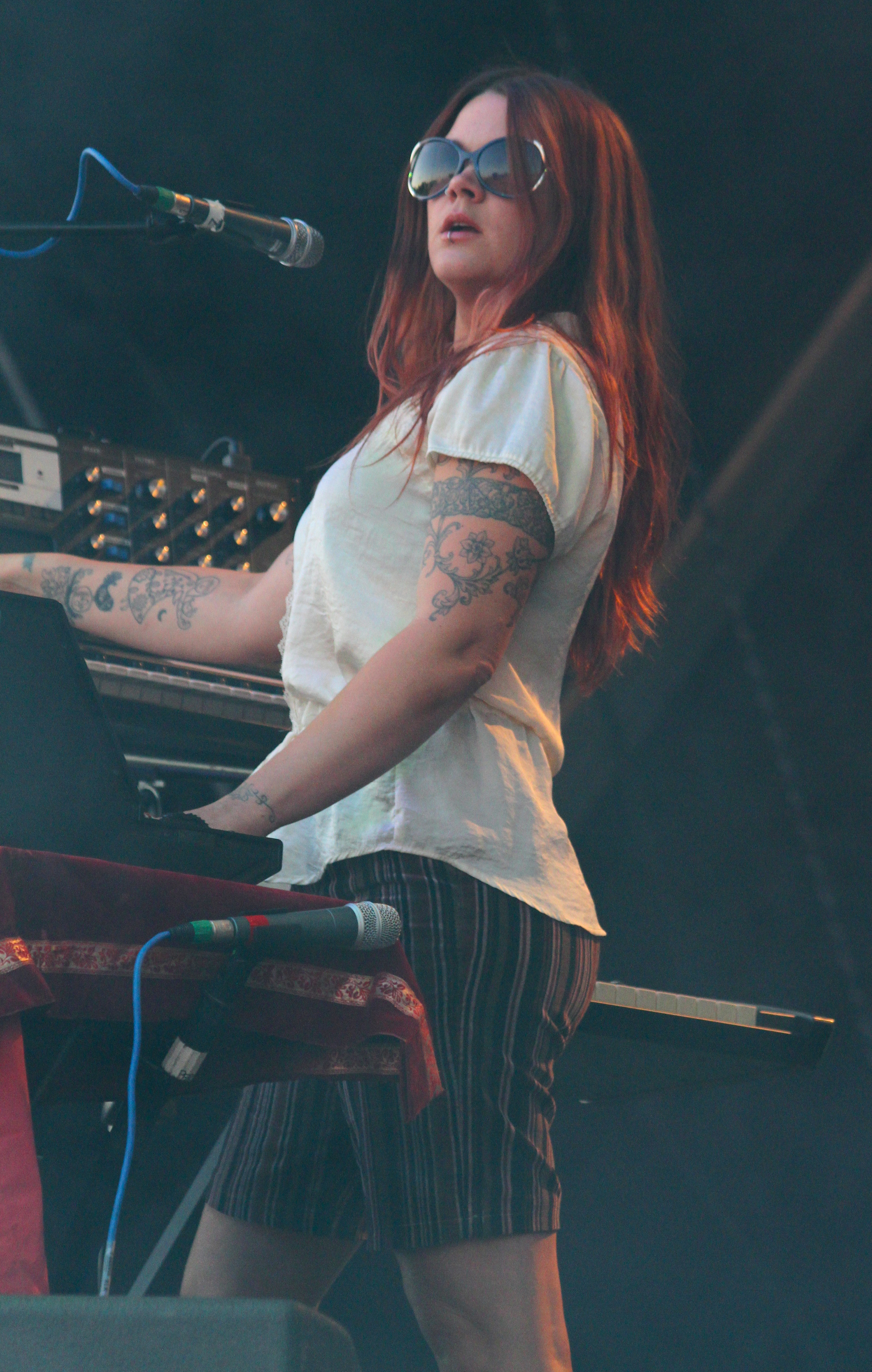
Zia McCabe, tastierista dei Dandy Warhols

### Album in studio
- 1995 - Dandys Rule OK
- 1997 - The Dandy Warhols Come Down
- 2000 - Thirteen Tales From Urban Bohemia
- 2003 - Welcome to the Monkey House
- 2005 - Odditorium or Warlords of Mars
- 2008 - ...Earth to the Dandy Warhols...
- 2009 - The Dandy Warhols are Sound
- 2012 - This Machine
- 2016 - Distortland
- 2019 - Why You So Crazy
- 2024 - Rockmaker

### Album dal vivo
- 2014 Thirteen Tales From Urban Bohemia Live at the Wonder

### Compilation
- 2004 The Black Album (2 CD: The Black Album / Come On Feel The Dandy Warhols)
- 2010 The Capitol Years 1995–2007

### Singoli
- 1995 The Dandy Warhols TV Theme Song
- 1995 Ride
- 1998 Every Day Should Be a Holiday
- 1998 Not If You Were the Last Junkie on Earth
- 1998 Boys Better
- 2000 Get Off
- 2000 Bohemian Like You
- 2001 Godless
- 2001 Bohemian Like You (re-release)
- 2002 Get Off (re-release)
- 2003 We Used to Be Friends
- 2003 You Were The Last High
- 2003 Plan A
- 2005 Smoke It
- 2005 All The Money or the Simple Life Honey
- 2006 Horny as a Dandy (Mousse T vs. The Dandy Warhols)
- 2008 The World The People Together (Come On)
- 2008 Talk Radio
- 2009 Mis Amigos/Have a Kick Ass Summer (Me and My Friends)
- 2010 Blackbird
- 2012 Well They're Gone
- 2015 Chauncey P. vs. All the Girls in London
- 2016 You Are Killing Me
- 2016 STYGGO